# 99 (liczba)
99 (dziewięćdziesiąt dziewięć) – liczba naturalna następująca po 98 i poprzedzająca 100.

## W matematyce
- 99 jest liczbą Ulama[1]
- 99 jest liczbą Kaprekara[2][3]
- 99 jest liczbą wesołą[4]
- 99 jest sumą sześcianów trzech kolejnych liczb (23 + 33 + 43)
- 1/99 = 0, 01 01 01 01 01...
- 99 jest palindromem liczbowym, czyli może być czytana w obu kierunkach, w pozycyjnym systemie liczbowym o bazie 32 (33)
- 99 należy do siedmiu trójek pitagorejskich (20, 99, 101), (99, 132, 165), (99, 168, 195), (99, 440, 451), (99, 540, 549), (99, 1632, 1635), (99, 4900, 4901).

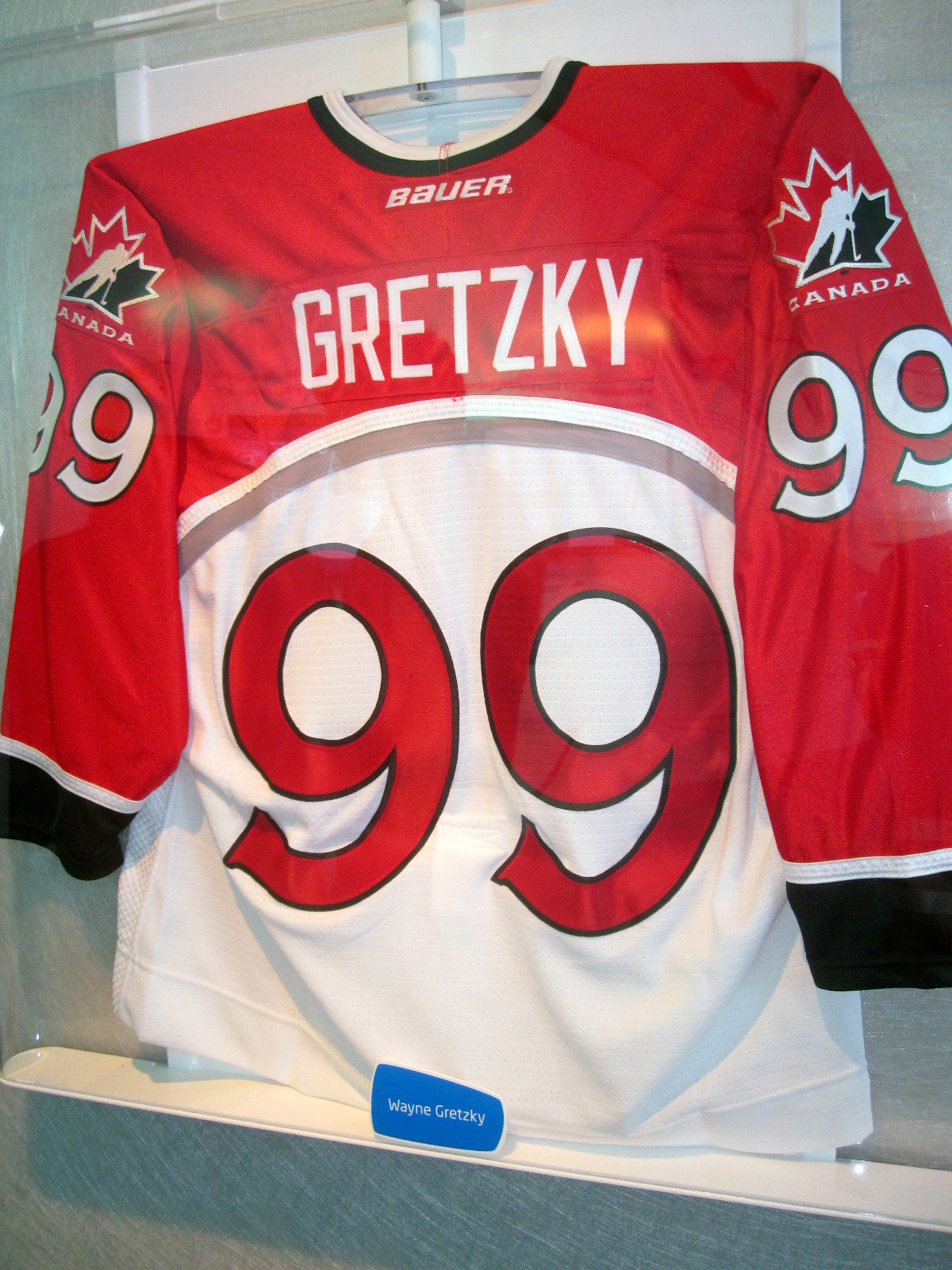
Koszulka Wayne'a Gretzky'ego

## W nauce
- liczba atomowa einsteinu (Es)
- galaktyka NGC 99
- planetoida (99) Dike
- kometa krótkookresowa 99P/Kowal

## W kalendarzu
99. dniem w roku jest 9 kwietnia (w latach przestępnych jest to 8 kwietnia). Zobacz też co wydarzyło się w roku 99, oraz w roku 99 p.n.e.

## W sporcie
99 to numer na koszulce Wayne’a Gretzky’ego, określanego, zgodnie z Total Hockey: The Official Encyclopedia of the NHL, największym graczem hokejowym wszech czasów, który jako jedyny, po jego odejściu NHL, został zastrzeżony dla zawodników ze wszystkich klubów tej ligi.

## W slangu krótkofalarskim
W slangu krótkofalarskim 99 oznacza "zgiń", "przepadnij"